# St. Georg (Möttingen)

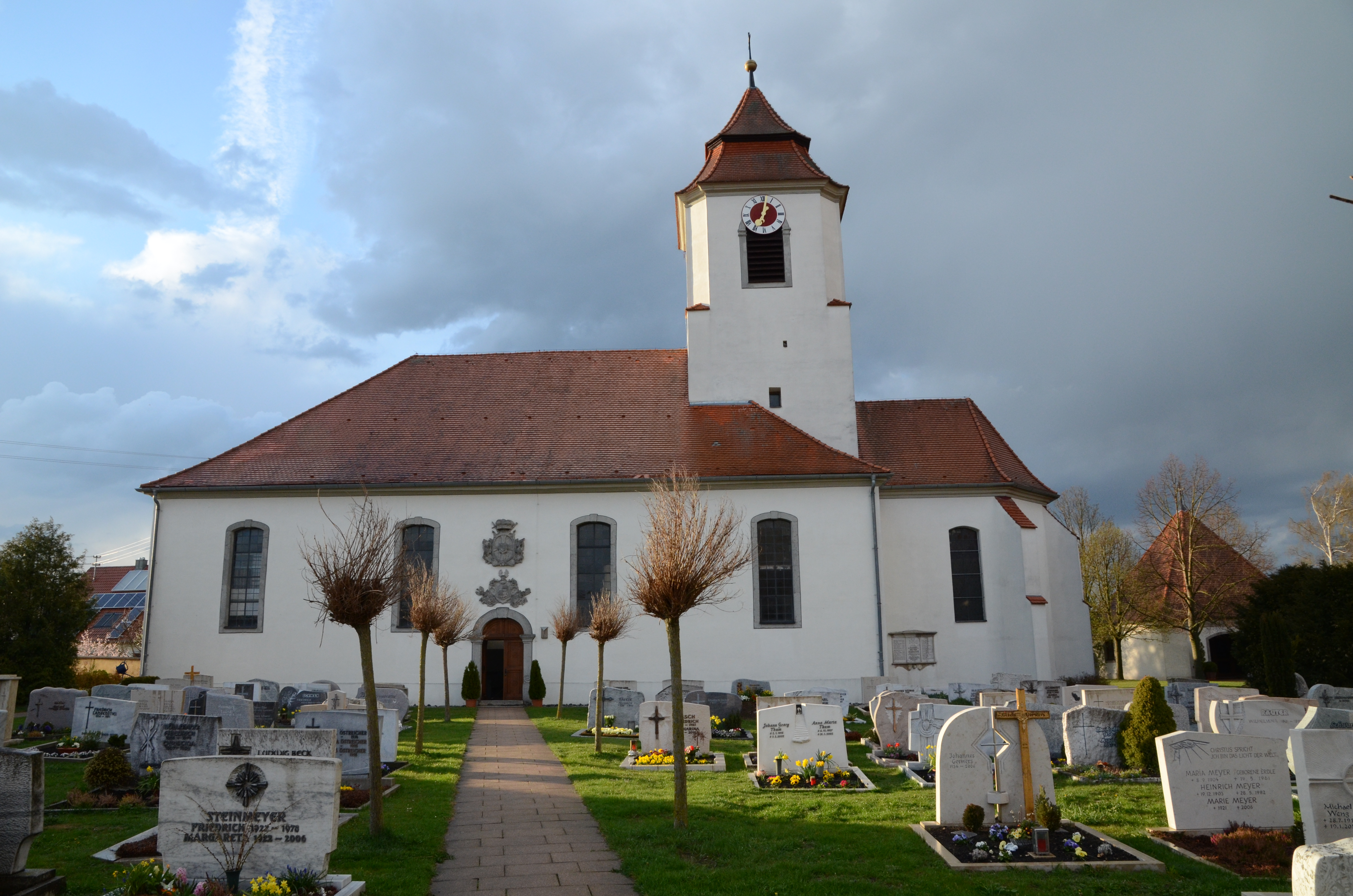
St. Georg in Möttingen

St. Georg ist eine evangelisch-lutherische Pfarrkirche in Möttingen, einer Gemeinde im schwäbischen Landkreis Donau-Ries von Bayern. Das denkmalgeschützte Bauwerk ist in der Liste der Baudenkmäler in Möttingen unter der Nr. D-7-79-185-1 eingetragen. Die Kirchengemeinde gehört zum Dekanat Donau-Ries des Kirchenkreises Augsburg der Evangelisch-Lutherischen Kirche in Bayern.

## Beschreibung

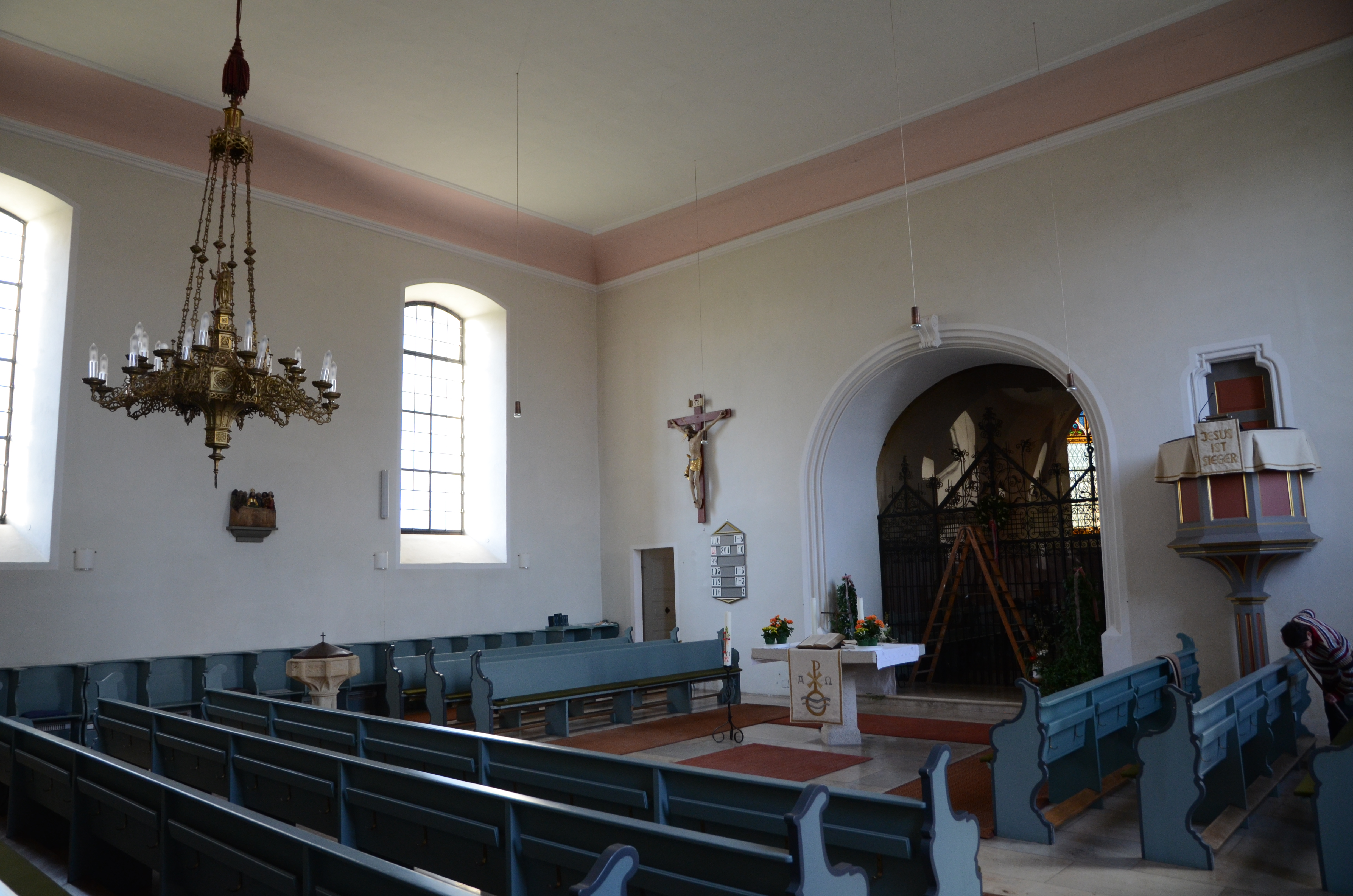
Innenraum

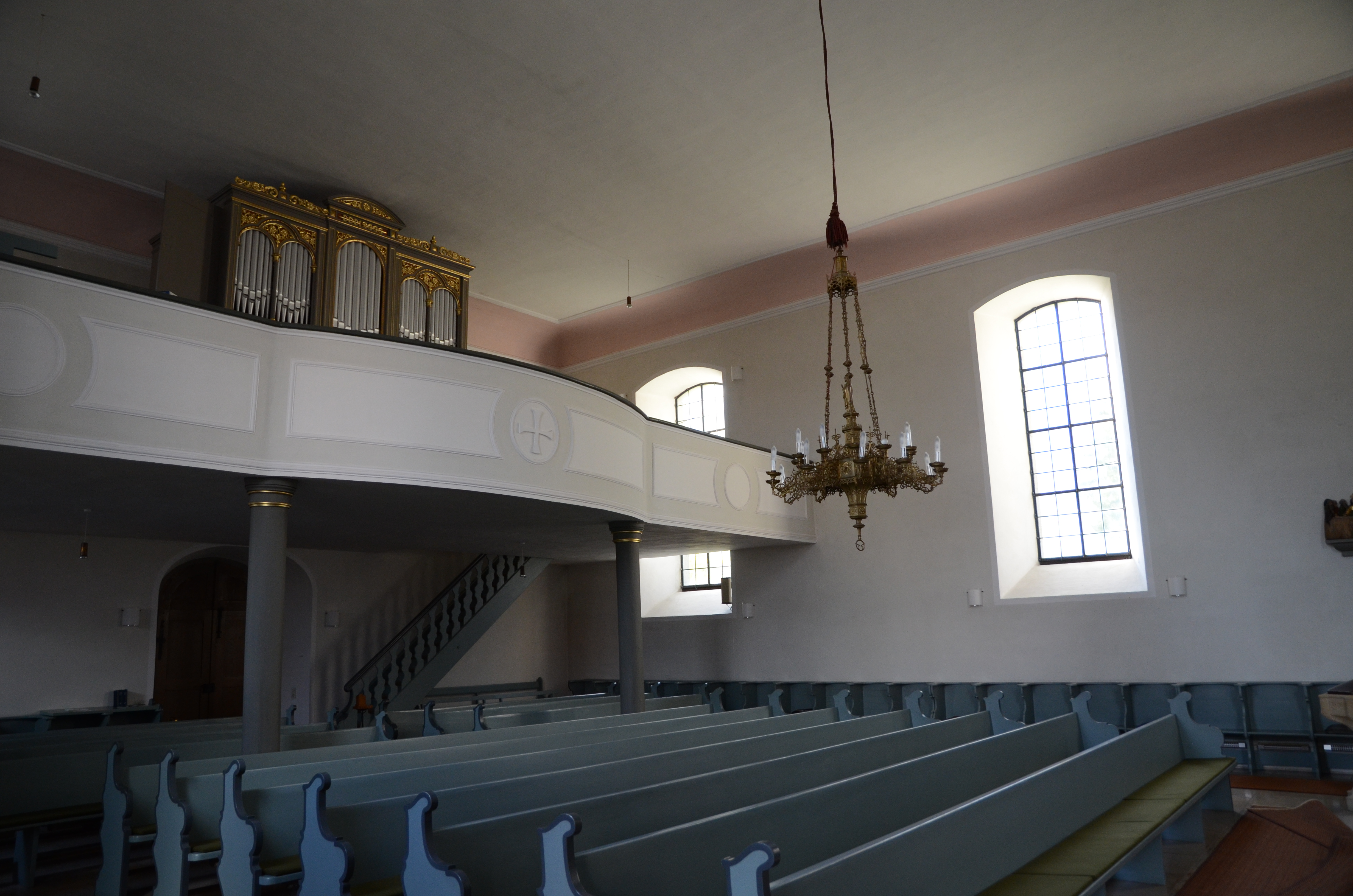
Blick zur Orgel

Die unteren Geschosse des Kirchturms und der an ihn nach Osten angebaute, von Strebepfeilern gestützte Chor mit Fünfachtelschluss stammen aus dem 15. Jahrhundert. Nach einem Entwurf von Matthias Binder wurden 1769 das mit einem Walmdach bedeckte Langhaus der Saalkirche nach Westen angefügt und der Kirchturm mit einem Geschoss mit abgeschrägten Ecken, das die Turmuhr und den Glockenstuhl beherbergt, aufgestockt und mit einer gestuften Haube bedeckt. Der Innenraum des Langhauses ist mit einer Flachdecke überspannt, der des Chors mit einem Netzgewölbe. Die Pietá wird auf 1500 datiert.

## Orgel
Die Orgel mit 14 Registern auf zwei Manualen und Pedal wurde 1874 von den Gebrüdern Sieber aus Holzkirchen gebaut und 1986 von Deininger & Renner restauriert. Die Disposition lautet:
| I Manual C–f3  |       |
| Bourdon        | 16′   |
| Principal      | 08′   |
| Gedackt        | 08′   |
| Viola da Gamba | 08′   |
| Oktave         | 04′   |
| Traversflöte   | 04′   |
| Oktave         | 02′   |
| Mixtur III     | 2 ⁄3′ |

| II Manual C–f3 |    |
| Flöte          | 8′ |
| Salicional     | 8′ |
| Dolce          | 4′ |

| Pedal C–d1 |     |
| Subbaß     | 16′ |
| Violon     | 16′ |
| Oktavbaß   | 08′ |

- Koppeln: M/P
- Spielhilfen: Tutti
- Bemerkungen: Kegellade, mechanische Spiel- und Registertraktur, freistehender Spieltisch